# (9828) Antimaque
(9828) Antimaque, désignation internationale (9828) Antimachos, est un astéroïde troyen jovien.

## Description
(9828) Antimaque est un astéroïde troyen jovien, camp grec, c'est-à-dire situé au point de Lagrange L4 du système Soleil-Jupiter. Il présente une orbite caractérisée par un demi-grand axe de 5,178 UA, une excentricité de 0,085 et une inclinaison de 3,2° par rapport à l'écliptique.
Il est nommé en référence au personnage de la mythologie grecque Antimaque, acteur du conflit légendaire de la guerre de Troie.

## Compléments